# Geräusch

Schematisches Oszilloskopbild eines Geräusches

Geräusch (verwandt mit „Rauschen“) ist ein Sammelbegriff für alle Hörempfindungen, die nicht als Klang, Ton, Tongemisch, Zusammenklang oder Klanggemisch bezeichnet werden können. Ein Geräusch hat keine exakt bestimmbare Tonhöhe. Ursache für ein Geräusch sind über elastische Körper vermittelte Schwingungsvorgänge, die in der Regel unregelmäßig, nicht periodisch verlaufen und sich in ihrer Struktur zeitlich ändern können.

## Charakterisierung
Zur näheren Beschreibung eines Geräusches spielen u. a. der zeitliche Verlauf, seine Tonalität (das Klangspektrum), die Störwirkung und seine Herkunft eine Rolle. Viele Geräusche haben spezielle Bezeichnungen (siehe auch Kategorie:Geräusch).
Die Lautsphärenforschung klassifiziert als Bestandteile einer Lautsphäre grundsätzlich drei unterschiedliche Arten von Geräuschen: Grundtöne, Signallaute und Orientierungslaute.
- Grundtöne sind Geräusche, die von der Landschaft, der Tierwelt, der Umwelt (Verkehr usw.) und dem Wetter bestimmt werden und daher rasch zu Hörgewohnheiten werden.
- Signallaute sind klar konturierte Geräusche, mit deren Hilfe Botschaften übermittelt werden können (zum Beispiel Jagdhornklänge, Glockenläuten, Sirenen).
- Orientierungslaute schließlich sind charakteristische Geräusche, die zwar keine spezielle Botschaft übermitteln, aber Eigenschaften besitzen, die sie für einen Menschen identifizierbar und beachtenswert machen: zum Beispiel das anschwellende Geräusch eines LKW oder das Geklimper eines Klaviers.

Geräusche vor allem von technischen Geräten haben einen historischen Kontext, da Produktion und Nutzung der Geräte auf spezifische Zeiträume beschränkt sind.

### Zeitlicher Verlauf
Nach der Art des zeitlichen Verlaufs lassen sich zeitlich stationäre und instationäre Geräusche unterscheiden.
- Ein stationäres Geräusch ändert seinen Charakter über eine längere Zeit nicht oder nur sehr wenig. Beispiele sind: Geräusch eines Wasserfalls, fallender Regen, Geräusch eines Lüfters.
- Zeitlich instationäre Geräusche ändern ihren Charakter mit der Zeit oder sind nur für kurze Zeit vorhanden. Beispiele: Hundebellen, Hammerschläge, Geräusch eines aufheulenden Motors.

### Tonalität und Spektrum
Das Spektrum eines Geräusches beschreibt, welche Frequenzanteile im Geräusch enthalten sind. Es lassen sich tonale und rauschartige breitbandige Geräusche unterscheiden.
- Bei einem tonalen Geräusch dominiert eine Frequenz. Deshalb lässt sich eine Tonhöhe zuordnen. Beispiele sind: Pfeifen einer Dampflok, Propellergeräusch, Panflöte.
- Breitbandige Geräusche haben keine dominierende Frequenz. Oft sind aber bestimmte Frequenzbereiche stärker ausgeprägt, so dass eine Klangfarbe zugeordnet werden kann.
- Der Übergangsbereich zwischen Geräusch und Ton wird aus der Perspektive von Geräuschen als Tonhaltigkeit bezeichnet und betrifft besonders periodisch arbeitende Maschinen.

### Störwirkung
Von einem Geräusch kann eine psychische Störung ausgehen. Die Störwirkung eines Geräusches hängt in erster Linie davon ab, ob es erwünscht bzw. gewollt ist. So kann z. B. ein und dasselbe Geräusch (etwa ein Motorengeräusch oder das Rauschen analoger Tontechnik) als angenehm und erwünscht oder aber als störend empfunden werden. Unerwünschte Geräusche werden als Lärm bezeichnet. Die Störwirkung nimmt vor allem mit der Lautstärke zu. Aber auch steigende Tonalität (ein tonales Geräusch ist störender), mit steigender Instationarität (ein zeitlich schwankendes Geräusch stört mehr) und mit dem Informationsgehalt (z. B. bei Sprache oder Musik) kann eine Störwirkung erhöhen.
In einigen Fällen werden vormals störende Geräusche nach Umdeutung synthetisch erzeugt, womit vormals das störende Geräusch reduzierende Aspekte konterkariert werden:
- Eigentlich wünschenswert leise Elektroautos werden mit Motorgeräuschen betrieben, um die Sicherheit im Verkehr durch bessere Hörbarkeit auszugleichen.
- Eigentlich störgeräuschfreie digitale Tonaufnahmen werden im Nachhinein mit dem Rauschen von analoger Tontechnik beziehungsweise dem Knistern von Schallplatten versehen oder die Tonhöhe wird in der Art eines Magnettonbands mit sich nicht mit konstant fortbewegender Vorschubgeschwindigkeit geändert, z. B. beim Low Fidelity.

Als Geräusch bezeichnete Schalle sind häufig nicht zweckgebunden, wie Heizungsgebläse, Spülmaschinen und Blätterrauschen. Trotzdem können auch Musik oder eine Ansprache von Unbeteiligten in der Umgebung sehr wohl als Geräusch bzw. sogar als Lärm wahrgenommen werden.

### Herkunft
Geräusche können sowohl außerhalb (Regelfall) als auch innerhalb des Gehörs entstehen.
- Innerhalb des Gehörs entstehende Geräusche werden in der Regel als Fehlfunktion desselben interpretiert. Ein Beispiel sind sogenannte Ohrgeräusche (Tinnitus).
- Außerhalb des Gehörs entstehende Geräusche haben eine physikalische Ursache, meistens eine Luft- oder Körperschallquelle. Nach der Entstehung lassen sich hier unterscheiden:
  - aerodynamische Schallerzeugung (z. B. bei Lüftern, Windgeräusche, Blasinstrumente)
  - mechanische Schallerzeugung (z. B. Hammerschlag, Bremsenquietschen, Schlaginstrumente)
  - thermodynamische Schallerzeugung (z. B. Schweißbrenner, Explosion)
  - unbekannte Herkunft der Schallerzeugung, Beispiele: Brummton-Phänomen (z. B. Stuttgart), Bloop, Train, Julia und Upsweep